# Hemicryptodesmus alticola
Hemicryptodesmus alticola är en mångfotingart som beskrevs av Christoph D. Schubart 1945. Hemicryptodesmus alticola ingår i släktet Hemicryptodesmus och familjen fingerdubbelfotingar. Inga underarter finns listade i Catalogue of Life.